# 1696 w sztukach plastycznych
Wydarzenia w sztukach plastycznych i wizualnych w 1696 roku.

## Malarstwo

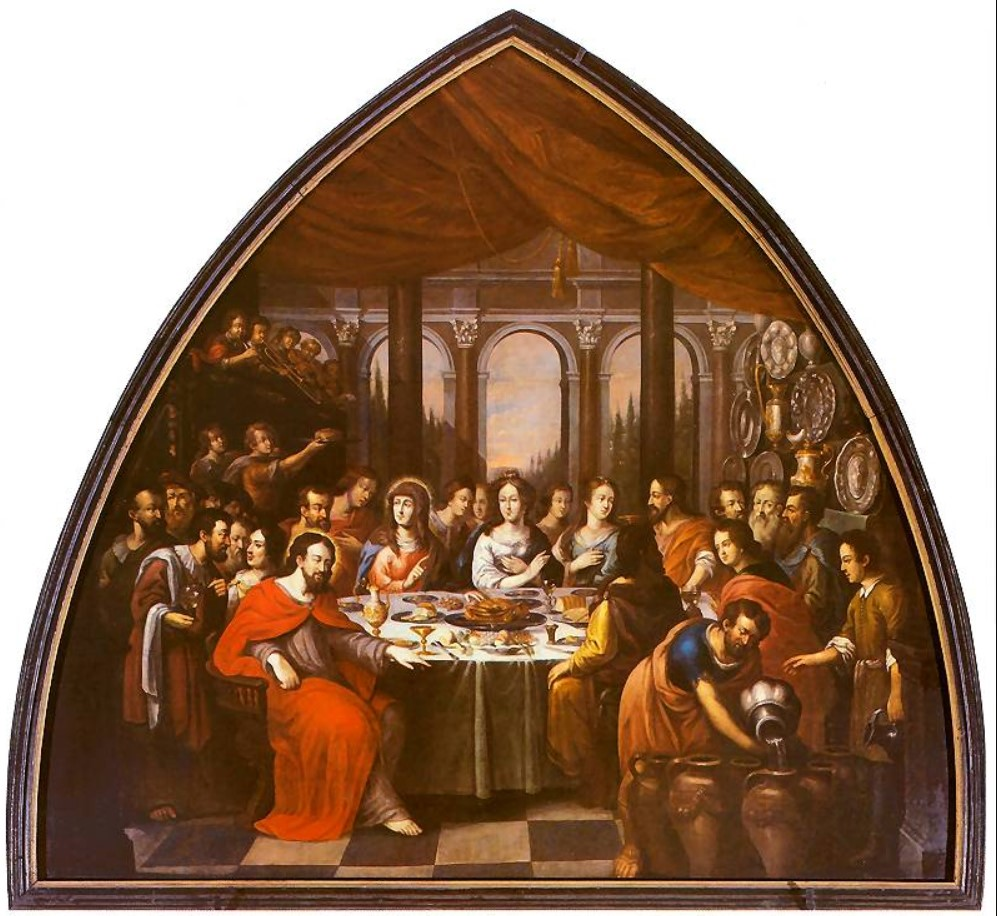
Andrzej Stech Gody w Kanie Galilejskiej

- Andrzej Stech

Gody w Kanie Galilejskiej (1689-1696) – olej na płótnie, 290x308 cm